# Cerynea mundicolaria
Cerynea mundicolaria là một loài bướm đêm trong họ Erebidae.